# Карасув (місто)
40°44′ пн. ш. 72°53′ сх. д. / 40.733° пн. ш. 72.883° сх. д.
Карасу́в (Карасу; узб. Қорасув, Qorasuv) — місто в Узбекистані, у Кургантепинському районі Андижанської області.
Населення міста становить 19 454 особи (перепис 1989).
Місто розташоване на каналі Шахрихансай, який є кордоном між Узбекистаном та Киргизстаном; поблизу залізничної станції Карасу-Узбецький. Навпроти розташоване киргизьке місто Кара-Суу. На півночі міста протікає річка Андижансай.
Розвинена легка промисловість.
Статус міста з 1980 року. У 1990—2002 роках Карасув був містом обласного значення.
Колишні назви: Кара-Су (до 1933), Ворошиловськ, імені Ілліча, Ілліч, Іллічівськ (1980—1992)
| Узбекистан | Це незавершена стаття з географії Узбекистану. Ви можете допомогти проєкту, виправивши або дописавши її. |